# Premio Ruso
Premio ruso (Русская премия, en ruso) es un premio literario concedido anualmente destinado a distinguir la obra global de un autor en lengua rusa y es el premio único para escritores en ruso quienes viven fuera de Rusia. Su dotación es de $5,000 para el ganador y el derecho a concluir un contrato para la publicación de sus obras. El premio es para recompensar cada año tres mejores volúmenes de imaginación en prosa y poesía.
Fue instituido en 2005. El jurado está integrado por famosos escritores, críticos, traductores y editores de Rusia y países de Comunidad de Estados Independientes. Su edición tiene lugar en Moscú. El premio está financiado por la Fundación Yeltsin, organizaciones no comerciales Fundación de desarrollo “Instituto de estudios Eurasiáticos” y “Instituto caucasiáno de democracia”. 

## Lista de galardonados con el Premio Ruso
- 2005 – Sujbát Aflatuní (Yevgéni Abdulláiev), Uzbekistán, "Ташкентский роман" – Novela de Taskent (novela)
- 2006 – Anastasía Afanásieva, Ucrania, “Голоса говорят” – “Las vozes hablan” (versos) 
  - - Marát Némeshev, Ucrania, “Книга для...” – “El libro para…” (novela)
  - - Talíp Ibraímov, Kirguistán, “Старик и Ангел” – “Un viejo y un ángel” (novelas cortas)
- 2007 - Olég Zaviázkin, Ucrania, “Малява. Стихи о смерти и любви” – “Versos del muerte y amor” (versos) 
  - - Gulchejrá Pulátova, Tayikistán, “Приключения графа Лайоля” – “Aventuras del conde Layol” (bajo el pseudónimo Michel de Mausville) (cuentos)
  - - Vladimir Lorchenkov, Moldavia, “Там город золотой” (“Все там будем”) – “Allá es la ciudad de oro” (novela)
- 2008 – Bajyt Kenzhéyev, Canadá, “Крепостной остывающих мест” – “Siervo de los lugares resfriandos” (versos)
  - - Borís Jazánov, Alemania, “Вчерашняя вечность” – “Eternidad de ayer” (novela)
  - - Margaríta Méklina, EE. UU., “Моя преступная связь с искусством” - “Mis lazos delictivos con el arte”
- 2009 - María Timatkova, EE. UU., "Настоящее имя" - "El nombre verdadero" (versos)
  - - Alisher Niyázov, Kirguistán, "Фархад и Ширин" - "Farjad y Shirin" (cuentos)
  - - Mariám Petrosián, Armenia, "Дом, в котором..." - "La casa en que..." (novela)
- 2010 - Natalia Gorbanevskaia, Polonia, "Прильпе земли душа моя. Сборник стихотворений 1956 – 2010 гг." - "Mi alma se pegó a la tierra. Versos de 1956 - 2010" (versos)
  - - Yuri Serebrianski, Kazajistán, "Destination. Дорожная пастораль" - "Destination. La pastoral de viaje" (novela corta)
  - - Marina Palei, Países Bajos, "Хор" - "El coro" (novela)